# Deadlight
Deadlight est un jeu vidéo de type plates-formes et survival horror développé par Tequila Works et édité par Microsoft Studios, sorti en 2012 sur Windows, PlayStation 4, Xbox 360 et Xbox One.

## Accueil
- 1UP.com : A-[1]
- Electronic Gaming Monthly : 6,2/10[2]
- Eurogamer : 7/10[3]
- Game Informer : 8/10[4]
- Gamekult : 6/10[5]
- GameSpot : 6,5/10[6]
- IGN : 8,5/10[7]
- Jeuxvideo.com : 16/20[8] - 13/20 (director's cut)[9]